# EuroGames (programa de televisión)
Eurogames, denominado Juegos sin fronteras por Mediaset España, es un programa de televisión producido por varias empresas audiovisuales privadas de diferentes países (Italia, España, Grecia, Polonia, Rusia y Alemania). Este programa está basado en el programa Juegos sin fronteras creado por la Unión Europea de Radiodifusión. La principal promovedora de rescatar el concurso es Mediaset Italia.
En España, el programa es emitido originalmente por Mitele Plus y el 23 de marzo de 2020 se estrena en Telecinco con Lara Álvarez y Joaquín Prat como presentadores. Tras las 4 temporadas en TVE del formato, en esta edición España está representada por Aranda de Duero, Ciudad Rodrigo, Astorga, Monforte de Lemos y Jaca. En principio se contó con la participación de un equipo de Mérida, pero por razones desconocidas esta fue cambiada por la ciudad aragonés. La edición de 2019 consta de 6 entregas, 5 clasificatorias y la final, en la que participan las ciudades mejor clasificadas de cada país. Los demás países participantes de 2019 son Italia, Rusia, Alemania, Polonia y Grecia.

## Mecánica
En cada programa participa una localidad de cada país, las cuales tienen que superar las diferentes pruebas del torneo. En cada una, los equipos deben desarrollar un total de 9 juegos, 3 de los cuales son fijos: Vamos a la Playa, Rodar y Rodar y Muro de los Campeones; el resto de pruebas van cambiando cada programa y están basadas en las tradiciones y el folclore de los 6 países participantes. 
El objetivo de cada equipo es ganar el máximo número de puntos en las pruebas y poder clasificarse para la gran final. En cada prueba hay en juego de 1 a 6 puntos que son repartidos entre los diferentes equipos según su resultado en esta y cada país puede utilizar un comodín en una prueba para poder ganar el doble de puntos. El programa lo gana el equipo que consiga el mayor número de puntos.
Después de los programas clasificatorios en los que los equipos obtienen la mejor puntuación para su equipo, las localidades de cada país con la mejor puntuación se enfrentan en la gran final de la edición para que una de estas localidades se corone como la ganadora final del torneo de Eurogames.

## Presentadores
| País     | Presentadores               |
| -------- | --------------------------- |
| Alemania | Lukas Wandke                |
| España   | Lara Álvarez y Joaquín Prat |
| Grecia   | Themis Georgantas           |
| Italia   | Ilary Blasi y Alvin         |
| Polonia  | Lukasz Gamrot               |
| Rusia    | Katia Mironova              |

## Equipos

### I Edición (2019)
| Alemania  | Alemania | España            | España | Grecia     | Grecia | Italia            | Italia | Polonia        | Polonia | Rusia           | Rusia |
| --------- | -------- | ----------------- | ------ | ---------- | ------ | ----------------- | ------ | -------------- | ------- | --------------- | ----- |
| Múnich    | 70       | Aranda de Duero   | 45     | Tesalónica | 36     | Otranto           | 51     | Varsovia       | 51      | Sochi           | 61    |
| Hamburgo  | 54       | Ciudad Rodrigo    | 39     | Esparta    | 45     | Folgaria          | 55     | Bialystok      | 47      | San Petersburgo | 64    |
| Colonia   | 67       | Astorga           | 47     | Cícladas   | 35     | Catania           | 40     | Poznan         | 52      | Moscú           | 61    |
| Núremberg | 75       | Monforte de Lemos | 48     | Atenas     | 27     | San Felice Circeo | 68     | Gniezno        | 58      | Ekaterimburgo   | 53    |
| Berlín    | 43       | Jaca              | 59     | Creta      | 51     | Parma             | 58     | Janów Lubelski | 46      | Novosibirsk     | 47    |

Gran Final
| Alemania | Alemania | España | España | Grecia | Grecia | Italia            | Italia | Polonia  | Polonia | Rusia           | Rusia |
| -------- | -------- | ------ | ------ | ------ | ------ | ----------------- | ------ | -------- | ------- | --------------- | ----- |
| Múnich   | 70       | Jaca   | 48     | Creta  | 57     | San Felice Circeo | 52     | Varsovia | 37      | San Petersburgo | 55    |

## Programas y Audiencias

### Eurogames (2019)
| Programa       | Ganador         | Fecha                    | Fecha              | Fecha               | Espectadores (Telecinco) | Cuota |
| Programa       | Ganador         | Canale 5                 | Mitele Plus        | Telecinco           | Espectadores (Telecinco) | Cuota |
| -------------- | --------------- | ------------------------ | ------------------ | ------------------- | ------------------------ | ----- |
| 1              | Múnich          | 19 de septiembre de 2019 | 2 de enero de 2020 | 23 de marzo de 2020 | 1 973 000                | 12,4% |
| 2              | San Petersburgo | 26 de septiembre de 2019 | 2 de enero de 2020 | 24 de abril de 2020 | 1 531 000                | 8,5%  |
| 3              | Colonia         | 3 de octubre de 2019     | 2 de enero de 2020 | 17 de abril de 2020 | 1 557 000                | 8,4%  |
| 4              | Núremberg       | 10 de octubre de 2019    | 2 de enero de 2020 | 10 de abril de 2020 | 1 667 000                | 8,8%  |
| 5              | Jaca            | 17 de octubre de 2019    | 2 de enero de 2020 | 30 de marzo de 2020 | 1 528 000                | 9,6%  |
| 6 (Gran Final) | Múnich          | 24 de octubre de 2019    | 2 de enero de 2020 | 1 de mayo de 2020   | 1 502 000                | 8,5%  |

## Audiencia media
| Edición               | Fecha | Cadena    | Espectadores | Cuota de pantalla | Gran final       |
| --------------------- | ----- | --------- | ------------ | ----------------- | ---------------- |
| Eurogames (Edición I) | 2020  | Telecinco | 1 626 000    | 9,4%              | 1 502 000 (8,5%) |

## PalmarésEurogames
| Edición               | Fecha | Ganador | Subcampeón | Tercero         | Cuarto            | Quinto | Sexto    |
| --------------------- | ----- | ------- | ---------- | --------------- | ----------------- | ------ | -------- |
| Eurogames (Edición I) | 2019  | Múnich  | Creta      | San Petersburgo | San Felice Circeo | Jaca   | Varsovia |